# Bob Barker
Robert William "Bob" Barker, född 12 december 1923 i Darrington i Snohomish County i Washington, död 26 augusti 2023 i Los Angeles, var en amerikansk programledare i TV. Han ledde TV-programmet The Price is Right på CBS i 35 år, från september 1972 till juni 2007. Han var också programledare för Truth or Consequences 1956-1975. Efter att ha arbetat med TV i 50 år gick han i pension i juni 2007.
Hans stöd för djurrättsgrupper som United Activists for Animal Rights och Sea Shepherd Conservation Society var välkänt och långvarigt.
Bob Barker dog enligt hans talesman Roger Neal av naturliga orsaker i sitt hem i Hollywood Hills. Han kommer att begravas tillsammans med sin fru på Forest Lawn Memorial Park.

## Galleri

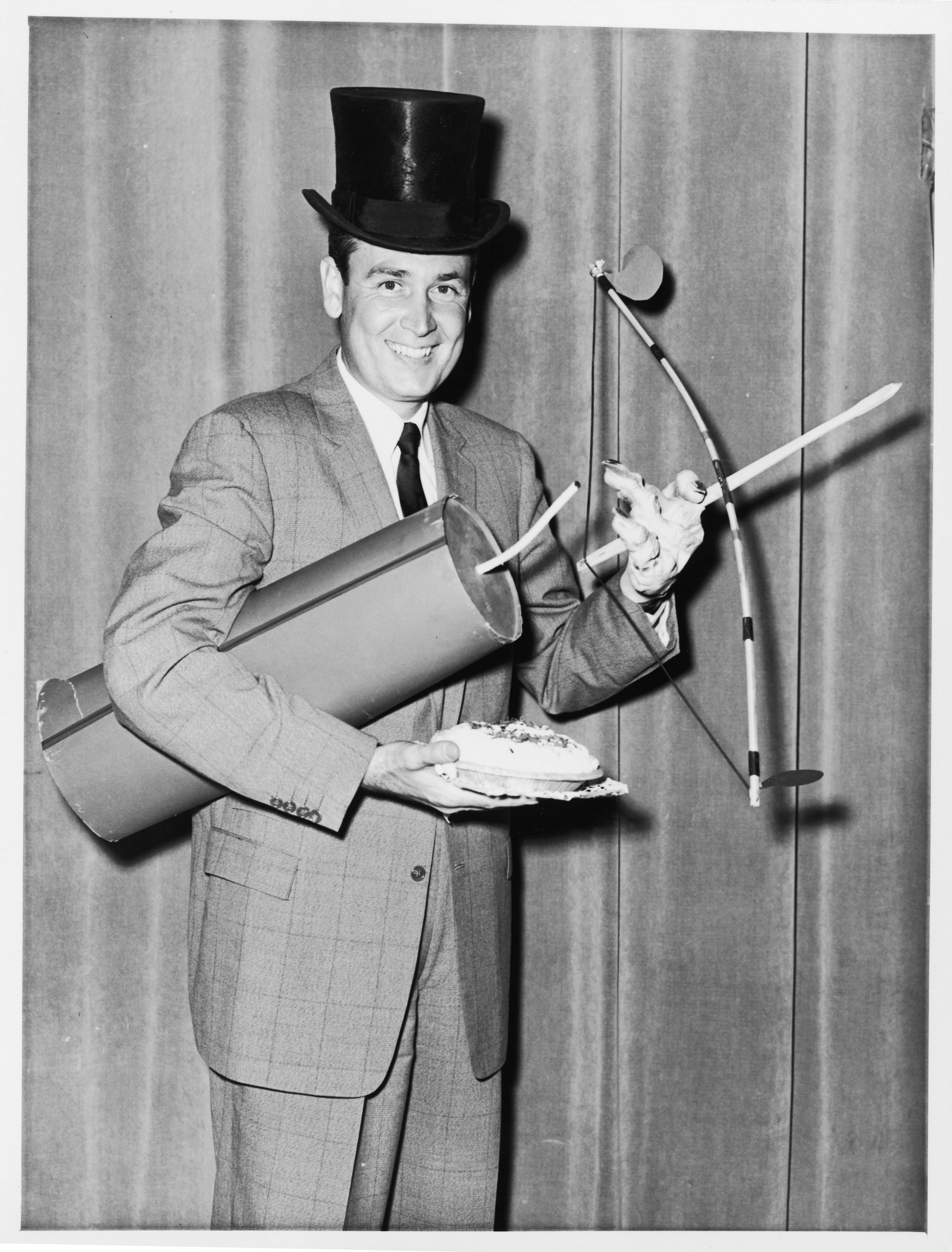
Bob Barker i Sanning eller konsekvens, ca 1958.
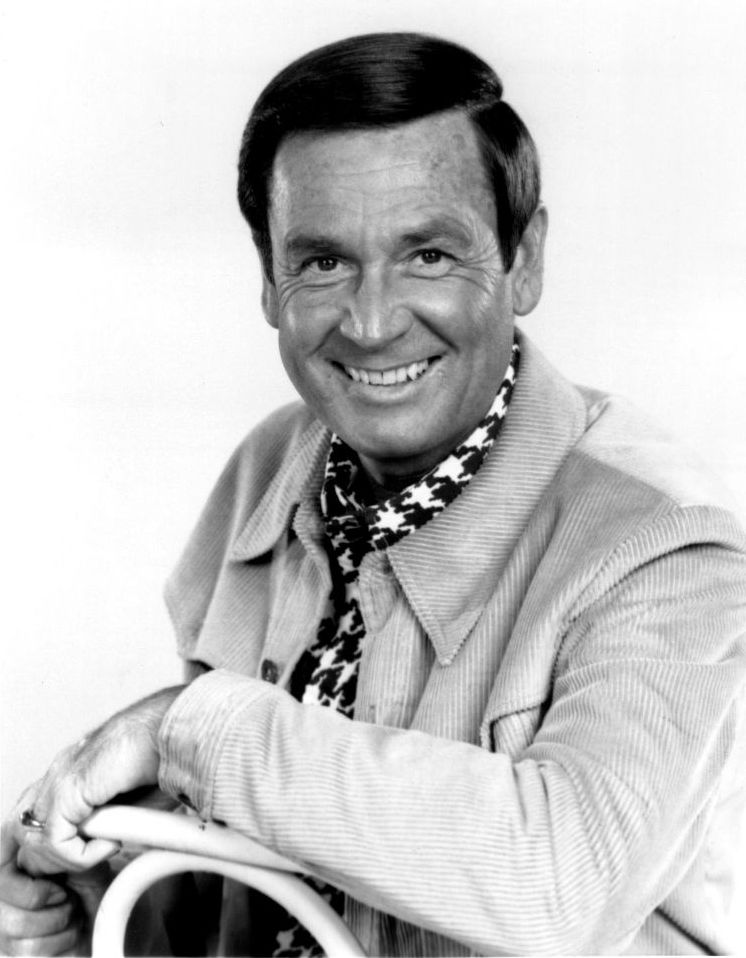
Bob Barker 1975.